# Intervallomètre

Nuages en mouvement. Chaque image consécutive est espacée de 15 secondes. Dans la réalité, la durée totale réelle est de deux minutes et demie.

Un intervallomètre est une fonction de certains appareils photographiques qui permet de faire des images à des intervalles de temps définis.
Les intervallomètres sont utilisés  pour voir en accéléré des phénomènes lents comme la croissance de plantes, le déplacement de nuages, etc.
La plupart des appareils photo numériques modernes, y compris d'entrée de gamme, pourraient avoir ou ont cette possibilité. Cela ne dépend que du bon vouloir des constructeurs.
Sur des appareils photos plus anciens, on peut parfois adjoindre une télécommande programmable au boîtier. 
Le projet CHDK permet d'introduire un script en plus du logiciel embarqué dans  des appareils non pourvus d'intervallomètre par le fabricant. Les « PowerShot » et « Digital Ixus » sont les cibles du projet CHDK, cela permet d'augmenter les possibilités de ces appareils.
Des logiciels comme Virtualdub, Avidemux ou Gimp permettent de transformer la série de photos obtenue en un fichier vidéo ou une animation (.gif).